# 조지프 크로스
조지프 크로스(영어: Joseph Cross, 1986년 5월 28일 ~ )는 미국의 배우이다.

## 출연 작품
- 데스퍼레이트
- 보이드 갱
- 잭 프로스트
- 와이드 어웨이크